# Liste bekannter Übersetzer aus dem Neugriechischen
Die Liste bekannter Übersetzer aus dem Neugriechischen erfasst literarisch oder fachlich ausgewiesene Übersetzer neugriechischer Literatur einschließlich Philosophie, Theologie, Fachwissenschaften und sonstiger Texte.
| Übersetzer                                                      | Nationalität            | Wirkungsort                                                                            | Grundqualifikationen                                            | Zielsprache    | Übersetzungen | Bild |
| --------------------------------------------------------------- | ----------------------- | -------------------------------------------------------------------------------------- | --------------------------------------------------------------- | -------------- | --- | ---- |
| Peter Bien (* 1930)                                             | US-Amerikaner           | Dartmouth College                                                                      | Anglistik, Komparatistik                                        | Englisch       | Nikos Kazantzakis, Stratis Myrivilis                                                                                  |      |
| Kiriaki Chrisomalli-Henrich (* 1946) Κυριακή Χρυσομάλλη-Henrich | Griechin                | Universität Kiel                                                                       |                                                                 | Deutsch        | Ioannis Psycharis |      |
| Peter Constantine (* 1963)                                      | Brite                   |                                                                                        |                                                                 | Englisch       | Anthologie neugriechischer Dichtung, Stylianos Harkianakis                                                            |      |
| Danae Coulmas (* 1934) Δανάη Κουλμάση                           | Griechin                | Köln                                                                                   |                                                                 | Deutsch        | unter anderem Giorgios Seferis, Jorgos Chimonas, Siranna Sateli                                                       |      |
| Heinz Czechowski (1935–2009)                                    | Deutscher               | Magdeburg Mitteldeutscher Verlag, Halle (Saale)                                        | Literaturstudium am Institut für Literatur „Johannes R. Becher“ | Deutsch        | Giannis Ritsos |      |
| Karl Dieterich (1869–1935)                                      | Deutscher               | Universität Leipzig Bosnisch-Herzegowinisches Institut für Balkanforschung in Sarajewo | Byzantinistik, Vergleichende Sprachwissenschaft                 | Deutsch        | Anthologie neugriechischer Dichtung                                                                                   |      |
| Günter Dietz (1930–2017)                                        | Deutscher               | Heidelberg                                                                             | Klassische Philologie                                           | Deutsch        | Odysseas Elytis (Deutsch-Griechischer Übersetzerpreis, 2005), Giannis Ritsos, Giorgos Seferis; Tatiana Gritsi-Milliex |      |
| Hans-Peter Drögemüller (1932–2015)                              | Deutscher               | Hamburg                                                                                |                                                                 | Deutsch        | erste vollständige Übersetzung der Hymne an die Freiheit von Dionysios Solomos                                        |      |
| Hans Eideneier (* 1937)                                         | Deutscher               | Universität Hamburg                                                                    | Byzantinistik                                                   | Deutsch        | unter anderem Odysseas Elytis, Alexandros Kotzias                                                                     |      |
| Niki Eideneier-Anastassiadi (* 1940) Νίκη Αΐντεναερ-Αναστασιάδη | Griechin                | Köln                                                                                   | Buchverlag                                                      | Deutsch        | unter anderem Giannis Ritsos, Vassilis Alexakis, Manolis Anagnostakis, Jorgos Chimonas, Alekos Fassianos              |      |
| Gerhard Emrich (* 1940)                                         | Deutscher               | Universität Bochum                                                                     | Byzantinistik                                                   | Deutsch        | Giorgios Seferis |      |
| Christian Enzensberger (1931–2009)                              | Deutscher               | Universität München                                                                    | Anglistik, Schriftsteller                                       | Deutsch        | Giorgios Seferis |      |
| Giorgis Fotopoulos (* 20. Jh.)                                  | Grieche                 | Berlin                                                                                 | Autor                                                           | Deutsch        | unter anderen Theodoros Angelopoulos, Odysseas Elytis, Markos Meskos                                                  |      |
| Kimon Friar (1911–1993) Κίμων Φράιερ                            | Grieche                 | University of Minnesota Duluth New York University Amherst College Adelphi College     | Anglistik                                                       | Englisch       | Giorgos Seferis, Odysseas Elytis, Giannis Ritsos; Nikos Kazantzakis                                                   |      |
| Hans-Christian Günther (* 1957)                                 | Deutscher               | Universität Freiburg                                                                   | Klassische Philologie                                           | Deutsch        | unter anderem Giorgios Seferis und Dionysios Solomos                                                                  |      |
| Dirk Uwe Hansen (* 1963)                                        | Deutscher               | Universität Greifswald                                                                 |                                                                 | Deutsch        | Anna Griva, Katerina Angelaki-Rooke, Phoebe Giannisi                                                                  |      |
| Hero Hokwerda (* 1949)                                          | Niederländer            | Universität von Amsterdam                                                              |                                                                 | Niederländisch | Neugriechische Literatur des 19. und 20. Jahrhunderts                                                                 |      |
| Edmund Keeley (1928–2022)                                       | US-Amerikaner           | Princeton University                                                                   | Vergleichende Literaturwissenschaft                             | Englisch       | Neugriechische Dichtung des 19. und 20. Jahrhunderts                                                                  |      |
| Timon Koulmassis (* 1961) Τίμων Κουλμάσης                       | Deutsch-Grieche         | wechselnd                                                                              |                                                                 | Deutsch        | Giorgios Seferis |      |
| Asteris Kutulas (* 1960) Αστέρης Κούτουλας                      | Grieche                 | Universität Leipzig                                                                    | Germanistik, Publizist                                          | Deutsch        | unter anderem Jannis Ritsos, Odysseas Elytis, Konstantin Kavafis, Giorgos Seferis, Mikis Theodorakis                  |      |
| Ina Kutulas (* 1965)                                            | Deutsche                | Berlin                                                                                 | Autorin                                                         | Deutsch        | unter anderem Odysseas Elytis, Dionisis Karatzas, Nikos Engonopoulos                                                  |      |
| Michel Lassithiotakis (1955–2012) Μιχαήλ Λασιθιοτάκης           | Franzose                | Universität Paris IV-Sorbonne Universität Genf                                         | Klassische Philologie                                           | Französisch    | Neugriechische Dichtung                                                                                               |      |
| Octave Merlier (1897–1976)                                      | Franzose                | Universität Aix-en-Provence Institut français d’Athènes                                | Neogräzistik                                                    | Französisch    | Alexandros Papadiamantis, Nikos Kazantzakis, Jeanne Tsatsos, Dionysios Solomos, Angelos Sikelianos, Giorgos Seferis   |      |
| Ioannis Mitsotakis (1839–1905)                                  | Grieche                 | Universität Berlin                                                                     |                                                                 | Deutsch        | Alexandros Rhizos Rhankaves                                                                                           |      |
| Dieter Motzkus (1937–2016)                                      | Deutscher               | Göttingen                                                                              | Altphilologie                                                   | Deutsch        | Thanassis Petsalis-Diomidis, Pavlos Kalligas                                                                          |      |
| Dietram Müller (* 1941)                                         | Deutscher               | Universität Mainz                                                                      | Altphilologie                                                   | Deutsch        | Odysseas Elytis, Dionysios Solomos                                                                                    |      |
| Kostas Myrsiades (* 1940)                                       | US-Amerikaner           | West Chester University                                                                | Anglistik, Komparatistik                                        | Englisch       | Giannis Ritsos, Takis Papatsonis                                                                                      |      |
| Aristides Phoutrides (1887–1923) Αριστείδης Φουτρίδης           | Grieche                 | Universität Harvard                                                                    | Klassische Philologie                                           | Englisch       | Kostis Palamas |      |
| Filippo Maria Pontani (1913–1983)                               | Italiener               | Universität Padua                                                                      | Byzantinistik, Klassische Philologie                            | Italienisch    | Dionysios Solomos, Konstantinos Kavafis, Giorgos Seferis                                                              |      |
| Filippomaria Pontani (* 1976)                                   | Italiener               | Universität Venedig                                                                    | Klassische Philologie                                           | Italienisch    | Neugriechische Dichtung, Kostas Karyotakis, Emmanouil Roidis, Nasos Vaghenas                                          |      |
| Michaela Prinzinger (* 1963)                                    | Österreicherin          | Berlin                                                                                 | Neogräzistik                                                    | Deutsch        | unter anderem Ioanna Karystiani (Deutsch-Griechischer Übersetzerpreis, 2003), Petros Markaris                         |      |
| Isidora Rosenthal-Kamarinea (1918–2004) Ισιδώρα Καμαρινέα       | Griechin                | Universität Bochum                                                                     | Neogräzistik                                                    | Deutsch        | unter anderem Panagiotis Kanellopoulos, Nikos Kazantzakis, Giannis Ritsos, Giorgos Seferis, Pandelis Prevelakis       |      |
| Vincenzo Rotolo (* 1931)                                        | Italiener               | Universität Palermo                                                                    | Byzantinistik, Gräzistik                                        | Italienisch    | unter anderem Nikiforos Vrettakos, Odysseas Elytis, Giannis Ritsos, Kostula Mitropoulou und Kostas Sterjopoulos       |      |
| Jörg Schäfer (* 1926)                                           | Deutscher               | Universität Heidelberg                                                                 | Klassischer Archäologie                                         | Deutsch        | Konstantinos Kavafis                                                                                                  |      |
| Helmut Schareika (* 1946)                                       | Deutscher               | Gau-Algesheim                                                                          | Klassische Philologie                                           | Deutsch        | Nikos Athanassiadis                                                                                                   |      |
| Andrea Schellinger (* 1953)                                     | Deutsche                | Goethe-Institut Athen                                                                  |                                                                 | Deutsch        | Odysseas Elytis, Alexandros Papadiamantis, Jannis Ritsos, Giorgos Seferis                                             |      |
| Barbara Schlörb siehe: Barbara Vierneisel-Schlörb               |                         |                                                                                        |                                                                 |                | |      |
| Philip Sherrard (1922–1995)                                     | Brite                   | British School at Athens King’s College London                                         | Byzantinistik                                                   | Englisch       | neugriechische Dichter, Giorgos Seferis, Philokalie                                                                   |      |
| Agis Sideras (* 1974)                                           | Deutsch-Grieche         | Heidelberg                                                                             | Germanistik                                                     | Deutsch        | Georgios Vizyinos |      |
| Theodoros Stefanidis (1896–1983)                                | Grieche                 | wechselnd                                                                              |                                                                 | Englisch       | Kostis Palamas, Erotokritos                                                                                           |      |
| Elena Strubakis (* 1963)                                        | Griechin-Österreicherin | Wien-Athen-Kreta                                                                       |                                                                 | Deutsch        | Iakovos Kambanellis                                                                                                   |      |
| Henri Tonnet (* 1942)                                           | Franzose                | Universität Paris IV-Sorbonne                                                          | Klassische Philologie                                           | Französisch    | Grigorios Palaiologos, Kosmas Politis, Alexis Panselinos, Christophoros Milionis                                      |      |
| Barbara Vierneisel-Schlörb (1931–2009), auch: Barbara Schlörb   | Deutsche                | wechselnd                                                                              | Klassische Archäologie                                          | Deutsch        | Odysseas Elytis |      |
| Helmut von den Steinen (1890–1956)                              | Deutscher               | wechselnd                                                                              | Germanistik                                                     | Deutsch        | Nikos Kazantzakis, Stratis Myrivilis, Konstantinos Kavafis                                                            |      |